# Jessica Cruz
Jessica Cruz est une super-héroïne créée par Geoff Johns appartenant à l'univers DC. Elle est membre du Corps des Green Lantern ainsi que de la Justice League et fait sa première apparition dans Green Lantern #20 (Juillet 2013).

## Historique de publication
Jessica Cruz fait un bref caméo en 2003 dans Green Lantern #20, mais ne fait toutefois sa veritable apparition que dans Justice League vol. 2 #30, quand elle a été repérée par l'anneau de l'entité Volthoom. Elle fait ensuite la couverture du numéro suivant, et bien qu'elle puise ses pouvoirs d'une entité malveillante, elle n'a pas pour autant été approchée pour devenir membre du Crime Syndicate of America ; elle devient par contre membre officiel du Corps des Green Lantern dans Justice League # 50 : The Darkseid War.

## Biographie fictive
Jessica et quelques amis partent un jour faire une partie de chasse quand ils tombent sur deux hommes en train d'enterrer un cadavre. Ses amis sont sauvagement assassinés par ces derniers, Jessica parvient à s'échapper mais est profondément traumatisée par ce qui venait de se passer. L'anneau de Volthoom parvient alors à la localiser grâce justement à ce profond traumatisme, afin de l'utiliser pour attirer le monstre qui a détruit Terre-3. Contrairement aux cas des autres Green Lantern, elle a au début refusé les pouvoirs magiques de l'énergie contenus dans la lanterne, et a en quelque sorte été forcée de porter l'anneau que lui a légué Volthoom, après que ce dernier a usé de tortures physiques et psychologiques pour la persuader. Elle rencontre par la suite Batman qui lui suggère que la manière de contrôler l'anneau est de surmonter sa peur, ce qu'elle fit, malheureusement elle est infectée par un virus mortel appelé Amazo. Elle arrive néanmoins a s'en guérir et finalement elle fait la rencontre de Hal Jordan qui lui prodigue énormément de conseils précieux afin de lui permettre de prendre entièrement le contrôle de son anneau.
Quand Grail, la fille de Darkseid, arrive sur Prime Earth, elle attaque Jessica et dérobe son anneau, afin d'ouvrir un portail sur Earth-3. Quand cela a été fait, les super-héros présents sur les lieux ainsi que des membres de la Ligue de justice d'Amérique ont d'abord été téléportés dans un endroit sûr par Metron, afin de mettre au point un plan de contre-attaque. Après maintes réflexions, ils décident de libérer le Syndicat du Crime pour les aider à éliminer Grail et l'Anti-monitor. Cyborg, Mister Miracle et Jessica se dirigent alors vers la prison où son enfermés les membres du Syndicat pour les libérer, mais une chose inattendue s'est malheureusement passée ; car la proximité du syndicat a permis à l'anneau de Volthoom de posséder le corps et l'âme de Jessica. Une terrible bataille s'engage alors entre La Ligue des Justiciers et Grail, épaulée par Darkseid, et, finalement, les super-héros arrivent à remporter la victoire et Jessica réussît à se libérer définitivement de l'emprise de Volthoom. Les Gardiens de l'Univers procurent ensuite un nouvel anneau pur à Jessica et elle devient à ce moment-là un nouveau membre officiel du Corps des Green Lantern.
Dans Green Lanterns: Rebirth #1, elle rencontre par hasard Simon Baz, qui a été chargé par Hal Jordan d'enquêter sur un éventuel cas d'intrusion d'extraterrestres, en l'occurrence les Manhunters. Il s'est alors avéré que tout cela a été mis en scène par Jordan lui-même pour tester la capacité des deux jeunes héros.

## Pouvoirs et capacités
Comme tous les Green Lantern, la principale source de son pouvoir est son anneau qui contient l'énergie verte de la volonté, qu'elle doit toutefois recharger régulièrement avec sa lanterne verte. Elle peut dès lors voler, projeter des objets de « constructions » comme des armes ou des champs de force. Elle peut construire tout ce que son esprit désire, il n'y a pas de limite. En outre, les Green Lanterns pensent que leurs pouvoirs n'ont aucun effet sur le bois ou tout autre matière végétale, ce qui n'est probablement pas le cas ; car cette superstition a été inventée à cause d'une mésaventure qui est arrivée à Alan Scott, le premier Green Lantern.
Jessica peut cependant voyager dans le temps grâce à son anneau, une particularité qu'elle a hérité de Volthoom.